# Patria Mirabal
Aída Patria Mercedes Mirabal Reyes de González née le 27 février 1924 à Salcedo et morte le 25 novembre 1960 était une dactylographe et activiste politique. Elle était l'une des sœurs assassinées par le dictateur Rafael Trujillo.

## Jeunesse
Artiste de nature, elle aime la peinture depuis son enfance, dans laquelle elle se réfugie en créant des œuvres d'une harmonie singulière. Elle a terminé ses études secondaires et a obtenu son diplôme de dactylographie à l'école Immaculée Conception de La Vega,.

## Vie personnelle
Elle s'est mariée à l'âge de 17 ans avec Pedro Antonio González, membre d'une famille prestigieuse et aisée de propriétaires terriens de la région du Cibao. De cette union sont nés Nelson Enrique, Noris Mercedes, Fidel Raul Ernesto et Juan Antonio,.

## Mort
Le 25 novembre 1960, alors que trois des sœurs, Minerva, Patria et María Teresa, revenaient de la prison où étaient détenus leurs maris, dirigeants du Mouvement révolutionnaire 14 juin, elles sont tombées dans une embuscade tendue par des agents du Service de renseignement militaire à l'extérieur de Puerto Plata. Elles ont été battues à mort, ainsi que leur chauffeur Rufino de la Cruz. Leurs corps sont retrouvés avec le véhicule, au fond d'un ravin. Alors que la scène de crime était censée indiquer que les sœurs et le chauffeur étaient morts dans une « chute accidentelle », il a été largement admis que leur mort était l'œuvre du dictateur, ce qui a suscité l'indignation nationale et a été qualifié de « goutte d'eau qui a fait déborder le vase pour le peuple dominicain ».

## Conséquences
Selon l'historien Bernard Diederich, « l'assassinat des sœurs Mirabal a eu plus d'effet sur les Dominicains que la plupart des autres crimes du dictateur. Les assassinats, ont eu un effet sur leur machisme et ont ouvert la voie à l'assassinat de Trujillo six mois plus tard, le 30 mai 1961 »,.

## Hommages
Chaque année, le 25 novembre, les trois sœurs, sont honorées lors de la Journée internationale pour l'élimination de la violence à l'égard des femmes, déclarée en leur honneur par l'Organisation des Nations unies. Les commémorations des trois sœurs (appelées martyres par certains) ont donné lieu à de nombreux poèmes, chansons et livres, dont le deuxième roman de Julia Alvarez, In the Time of the Butterflies paru en 1994, qui a été adapté au cinéma en 2001,.